# Michail Zalomin
Michail Ivanovitsj Zalomin (Russisch: Михаил Иванович Заломин) (Sarov, 22 december 1992) is een Russisch trampolinespringer.

## Levensloop
Zalomin werd vijfmaal wereldkampioen (2013, 2014, 2017, 2018 en 2019) in de discipline dubbele minitrampoline (DMT). Tevens behaalde hij zilver op het WK in deze discipline in 2015. Daarnaast behaalde hij driemaal goud met het Russisch trampolineteam op een WK in de teamcompetitie van de dubbele minitrampoline (2015, 2017 en 2019) en eenmaal goud met het Russisch trampolineteam in de mixed all-around in 2019.
Ook werd hij tweemaal Europees kampioen (2014 en 2016) in de discipline dubbele minitrampoline en won hij viermaal goud (2014, 2016, 2018 en 2021) met het Russisch trampolineteam in de teamcompetitie van deze discipline. Op de Wereldspelen 2013 in het Colombiaanse Cali ten slotte behaalde hij zilver en in Wrocław in 2017 goud in de DMT-discipline.